# 김춘광
김춘광(金春光, 1901년 ~ 1950년 7월 19일)은 대한민국의 극작가, 연극연출가, 영화배우, 영화감독이다. 개명 전 이름은 김조성(金肇盛)이다.

## 생애
황해도 해주 출신. 1918년 연극배우 첫 데뷔 후 무성영화시대에 우미관(優美館)의 주임 변사(主任 辯士)로 출발한 것이 결정적인 계기가 되어 영화계에 투신한 김춘광은 《흥부전》, 《춘향전》, 《비련(悲戀)의 곡(曲)》 등의 영화에서 주역을 맡았다. 그리고 1937년에 신파극단 예원좌(藝苑座)를 조직하여 부민관(府民館)을 중심으로 《아리랑》, 《촌색시》, 《미륵왕자》 등을 공연했고, 부민관 연극경연대회에서 사극으로 단체상을 받기도 했다. 8·15 광복 직후인 1945년 10월에 김춘광은 예원좌를 개편하여 청춘극장(靑春劇場)으로 개칭하고, 황금좌(黃金座)와 더불어 광복 후의 가장 대표적인 신파극단으로 군림하다가 1950년 7월 19일 사망하였다. 청춘극장(靑春劇場)은 1954년 해산될 때까지 70여회의 중앙공연을 하였다.

## 주요 작품

### 연극 출연 작품
- 《아리랑》
- 《촌색시》
- 《미륵왕자》

### 영화 출연 작품
- 《흥부전》
- 《춘향전》

### 희곡 극작 작품
- 《검사와 여선생》

### 연극 연출 작품
- 《검사와 여선생》

## 작품 세계 및 평가
그는 신파극계에서 박승희(朴勝喜)와 함께 가장 많은 작품을 쓴 극작가로, 약 70여편의 창작극과 번안극을 썼다. 대표적인 작품은 《검사와 여선생》, 《3·1 운동과 김상옥(金相玉)사건》, 《안중근 사기(安重根史記)》, 《대원군》 등이다. 그 중에서도 《검사와 여선생》은 신파극의 명작으로 알려져 있다.